# Venezolana de Televisión
La Venezolana de Televisión est la chaîne publique vénézuélienne, diffusant notamment l’émission du Président Hugo Chávez, Aló Presidente.

La chaîne est très populaire, bien que critiquée comme très partiale (soutenant le président vénézuélien) par ses détracteurs[réf. nécessaire].